# Albrecht VI. (Bayern-Leuchtenberg)

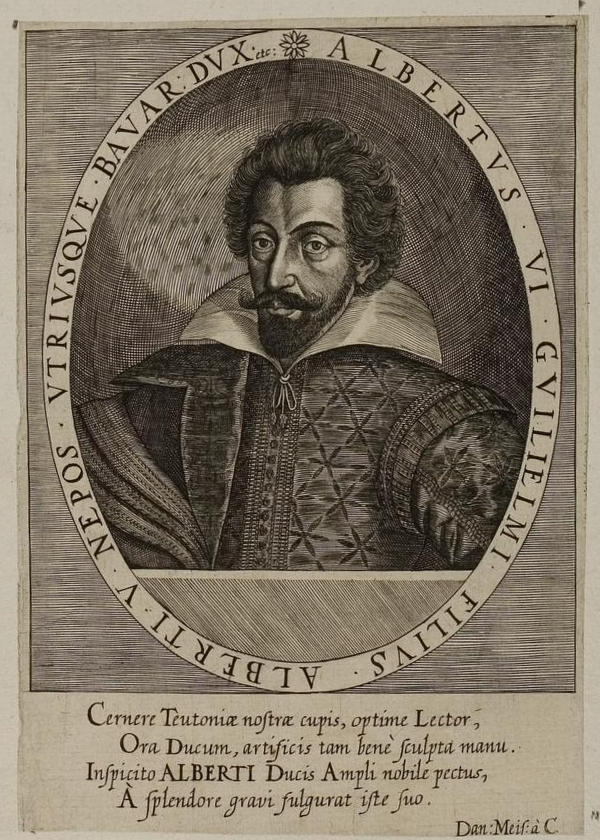
Albrecht VI.

Albrecht VI. von Bayern, genannt der Leuchtenberger (* 26. Februar 1584 in München; † 5. Juli 1666 ebenda), war Herzog von Bayern-Leuchtenberg aus dem Hause Wittelsbach.

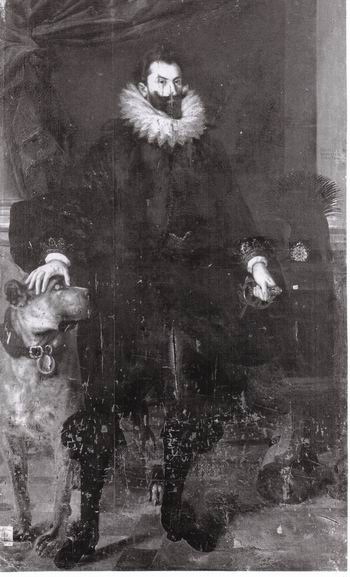
Prinz Albrecht von Bayern, späterer Herzog von Leuchtenberg

## Leben
Albrecht war der sechste Sohn von zehn Kindern des Herzogs Wilhelm V. von Bayern (1548–1626) und seiner Frau Prinzessin Renata von Lothringen (1544–1602), Tochter von Herzog Franz I. und der dänischen Prinzessin Christina.
Am 26. Februar 1612 heiratete Prinz Albrecht in München die Prinzessin Mechthildis von Leuchtenberg (1588–1634), Tochter des Landgrafen Georg Ludwig und seiner Frau Prinzessin Marie Salome von Baden-Baden. Aus der harmonischen Ehe gingen fünf Kinder hervor:
- Maria Renata (1616–1630)
- Karl Johann Franz (1618–1640)
- Ferdinand Wilhelm (1620–1629), Domherr in Münster
- Maximilian Heinrich (1621–1688), Kurfürst und Erzbischof von Köln
- Albrecht Sigismund (1623–1685), Bischof von Regensburg und Freising

Da sein Bruder Herzog Maximilian I. von Bayern lange kinderlos blieb, sah es bis zur Geburt Ferdinand Marias danach aus, dass eines der Kinder Albrechts das Herzogtum Bayern erben würde. Während der Minderjährigkeit Ferdinand Marias regierte Albrecht als Kuradministrator 1651 bis 1654 Bayern.
Durch die Heirat mit der Prinzessin Mechthildis kam Albert 1646 in den Besitz der Landgrafschaft Leuchtenberg, nachdem die Linie der Landgrafen von Leuchtenberg im Mannesstamm erloschen war. Er bezeichnete sich allerdings nicht als Landgraf, sondern als Herzog von Leuchtenberg. Im Jahr 1650 tauschte er von seinem Bruder Kurfürst Maximilian I. die Reichsgrafschaft Haag für Leuchtenberg ein. Leuchtenberg erhielt sein Neffe Maximilian Philipp Hieronymus.
Albrecht starb am 5. Juli 1666 in München und wurde in der Wallfahrtskirche in Altötting bestattet.

## Familienporträts

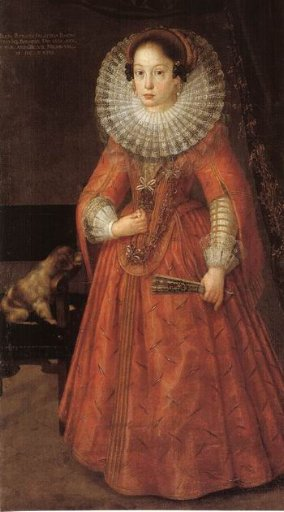
Maria Renata
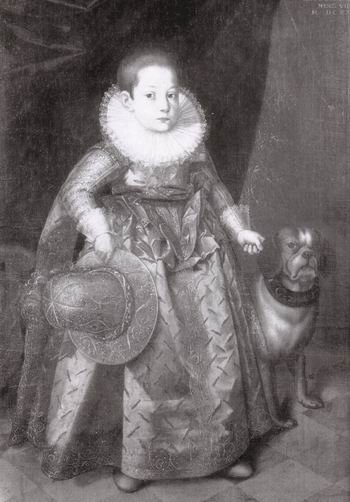
Ferdinand Wilhelm